# Motovilci
Motovilci este o localitate din comuna Grad, Slovenia, cu o populație de 294 de locuitori.